# Cățărare solitară
Cățărarea solitară sau solo, presupune escaladarea unor structuri naturale (pereți de stâncă, faleze etc) sau artificiale (clădiri, poduri etc), fără existența unui coechipier, dar folosind pentru auto-asigurare mijloace și tehnici specifice alpinismului tehnic.
Cățărarea fără coardă și fără nici un alt mijloc de asigurare, se numește cățărare în solo integral
Pentru a reuși, cățărătorul solitar se bazează exclusiv pe cunoștințele tehnice (auto-asigurare) pe forma sportivă, pe tehnică și pe concentrare. De obicei se practică recunoașterea anterioară a traseului (dar nu obligatoriu), prin escaladarea lui in manieră clasică. Cățărarea se poate face la manieră rotpunkt sau nu.